# Rammsjön (Nyhems socken, Jämtland)
Rammsjön är en sjö i Bräcke kommun i Jämtland och ingår i Ljungans huvudavrinningsområde. Sjön har en area på 0,534 kvadratkilometer och ligger 342 meter över havet. Sjön avvattnas av vattendraget Ansjöån(Rammsjöån).

## Delavrinningsområde
Rammsjön ingår i det delavrinningsområde (698372-149626) som SMHI kallar för Utloppet av Rammsjön. Medelhöjden är 384 meter över havet och ytan är 15,98 kvadratkilometer. Det finns inga avrinningsområden uppströms utan avrinningsområdet är högsta punkten. Ansjöån (Rammsjöån) som avvattnar avrinningsområdet har biflödesordning 4, vilket innebär att vattnet flödar genom totalt 4 vattendrag innan det når havet efter 172 kilometer. Avrinningsområdet består mestadels av skog (76 procent) och sankmarker (10 procent). Avrinningsområdet har 0,82 kvadratkilometer vattenytor vilket ger det en sjöprocent på 5,1 procent.